# Борисовка (Шаранський район)
Бори́совка (рос. Борисовка, башк. Борисовка) — присілок (в минулому селище) у складі Шаранського району Башкортостану, Росія. Входить до складу Мічурінської сільської ради.
Населення — 82 особи (2010; 83 у 2002).
Національний склад:
- чуваші — 98 %